# Белорусы в США

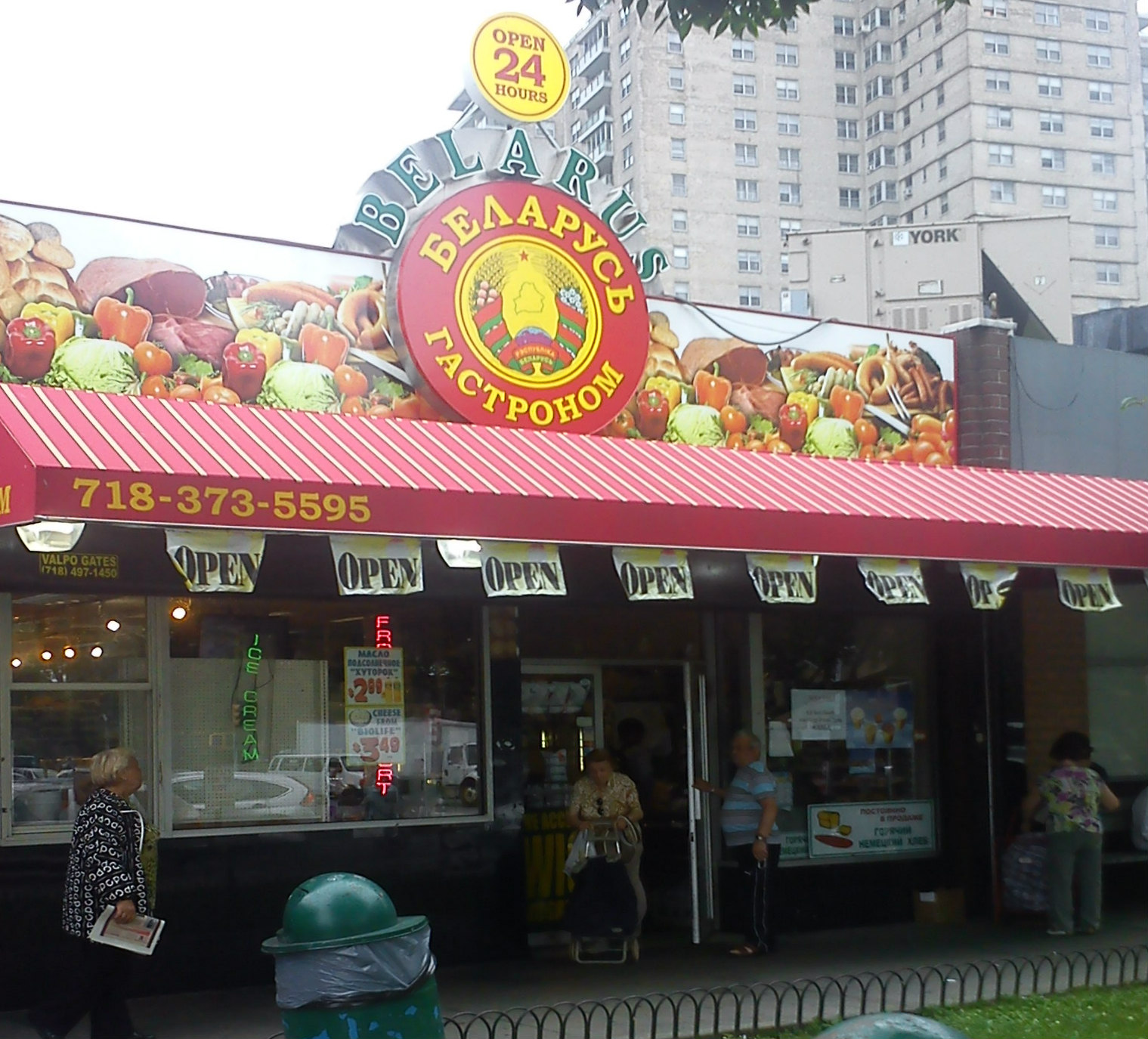
Гастроном «Беларусь» в Нью-Йорке.

Белорусы США (бел. Беларускія амерыканцы, англ. Belarusian Americans) — американцы, чьи предки родились в Беларуси.
Общая оценка белорусских иммигрантов в США составляет от 600 тыс. до 750 тыс. человек (эта оценка включает в себя только фактических иммигрантов, а не людей белорусского происхождения, которые родились в США). Точное количество белорусских американцев трудно назвать, потому что перепись и иммиграционная статистика долгое время не признавали белорусов в качестве отдельной категории. Многие из них были зарегистрированы как русские или поляки, в зависимости от региона Белоруссии, в котором они родились.
Значительную часть иммигрантов в США из Белоруссии традиционно составляли белорусские евреи.
Самые высокие концентрации американских белорусов в Нью-Йоркской агломерации, Нью-Джерси, Кливленде и его пригородах, Чикаго, Лос-Анджелесе, Сиэтле, Майами и Детройте.

## Организации
Белорусский институт науки и искусства основан в 1951—1953 гг. в Нью-Йорке. Имеет филиалы в Германии (Мюнхен), а также в Канаде (Торонто). Институт занимается изучением белорусского искусства и науки по всему миру, а также сотрудничает со многими национальными библиотеками. С конца 1980-х гг. имеет контакт с организациями непосредственно из Белоруссии. В разные года институт возглавляли Василий Тамашчик, Витовт Тумаш, Янка Лимановский и др.
Белорусско-американская ассоциация (англ. The Belarusan-American Association, Inc., классич. бел. Беларуска-амэрыканскае задзіночаньне) — одна из старейших организаций белорусской диаспоры в США, основанная в 1949 г.

## Кухня
Белорусская кухня оставила след в жизни американцев. Одно из доказательств — традиционный рогалик. Американцы также знают белорусские вареники, келбасы и капусту. В белорусской кухне преобладают различные злаки, картофель, говядина, свинина и грибы. Собственно, многие блюда готовят из картофеля; например, драники, бабка и др. Есть и блюда, похожие на блюда соседних стран (Литва, Латвия, Россия, Польша): Голубцы, Борщ, холодный свекольный суп или мясное желе. Белорусские американцы сохранили традиционную кухню в своих семьях.

## Белорусская диаспора в Саут-Ривер, Нью-Джерси

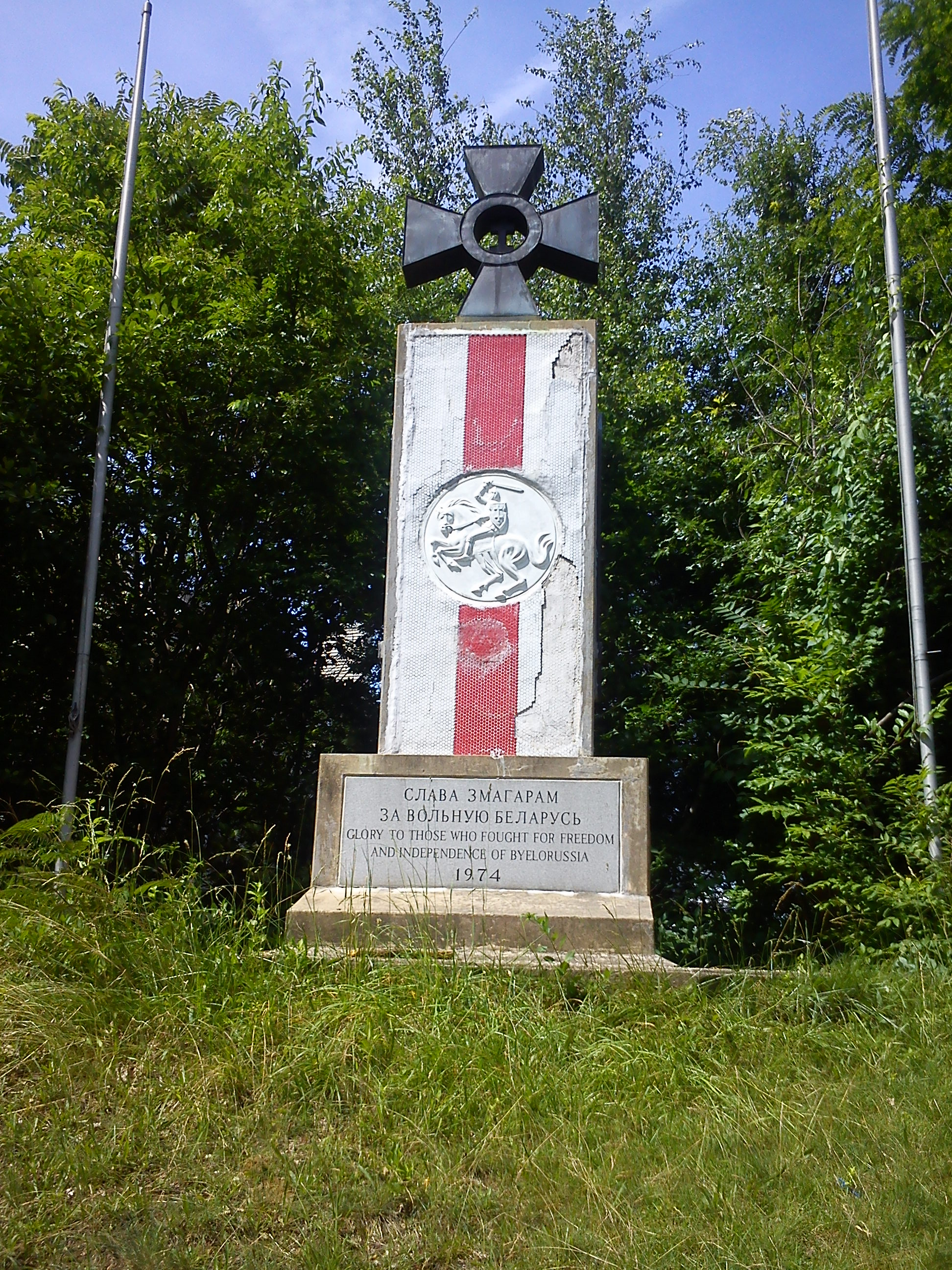
Монумент «Борцам за Свободную Беларусь» («Змагарам за Вольную Беларусь») в городе Саут-Ривер, установленный в 1974 году.

Саут-Ривер является одним из центров белорусской эмиграции в США. С конца XIX века славянское население белорусских земель начало эмигрировать преимущественно в этот район. Однако наибольший прирост белорусского населения город получил в 1950-х годах, после окончания Второй мировой войны. Эмигрантами являлись те белорусы, которые захотели остаться в Германии, а не вернуться в СССР. Был создан белорусско-американский культурный центр, а также построена церковь им. святой Ефросиньи Полоцкой. Начали издаваться 2 местные газеты «Беларуская Думка» и «Беларус ў Амерыцы».
Существуют как минимум три кладбища, которые используют представители белорусской диаспоры:
- Кладбище католического прихода Остробрамской Божией Матери, находящееся на улице Cranbury Rd в Ист-Брунсвике, Нью-Джерси[5].
- Там же, кладбище Святой Марии Жировичской прихода Белорусской Автокефальной Православной Церкви[6].
- Кладбище Белорусского прихода святой Ефросинии Полоцкой[7] Американской карпаторосской православной епархии, находящееся на 284 Whitehead Ave, Саут-Ривер.